# Ross-Syndrom
Das Ross-Syndrom, auch familiäre Anhidrose oder Anhidrose-Syndrom, ist eine neurologisch-dermatologische Erkrankung definiert durch das gleichzeitige Auftreten von verminderter oder aufgehobener Schweißsekretion (Hypo- oder Anhidrose), tonischer Pupillenkontraktion (Pupillotonie) und abgeschwächten oder erloschenen Muskeleigenreflexen (Hyporeflexie oder Areflexie). Das Ross-Syndrom ist eine seltene Erkrankung. Bis 1992 sind lediglich 18 medizinische Fallbeschreibungen veröffentlicht worden. Im angloamerikanischen Sprachraum werden auch die Synonyme General acquired sudomotor denervation oder Progressive selective anhidrosis verwendet.
Die Erstbeschreibung des Syndroms erfolgte durch A.T. Ross im Jahr 1958.

## Krankheitsbild
Das Ross-Syndrom ist durch eine einseitig, meist am Rumpf auftretende und fortschreitende, verminderte Schweißsekretion (progressive segmentale Hypohidrose) verbunden mit einem Adie-Syndrom, das heißt einer tonischen Pupillenkontraktion (Pupillotonie) und abgeschwächte Muskeleigenreflexe (Hyporeflexie), gekennzeichnet. Die Schweißsekretionsstörung führt zu einer eingeschränkten Hitzetoleranz. Die Hypohidrose auf der einen Körperseite wird auf der Gegenseite durch eine vermehrte Schweißsekretion (Hyperhidrose) kompensiert. Die Hyperhidrose wird von Patienten meist als störender empfunden als die auf der Gegenseite bestehende Hypohidrose.
Neben der Schweißsekretionsstörung kann es zu weiteren Störungen des autonomen Nervensystems kommen wie beispielsweise orthostatische Hypotonie und vasovagale Synkopen. Auch Luftnot, Kopfschmerzen, Refluxösophagitis, irritables Kolon und psychiatrische Veränderungen werden mit der Erkrankung in Verbindung gebracht.

## Krankheitsentstehung
Die Ursache der Erkrankung ist nicht genau bekannt. Hypohidrose und Pupillotonie sind auf eine Störung der cholinergen postganglionären parasympathischen und sympathischen Nervenfasern zurückzuführen. Die abgeschwächten Muskeleigenreflexe können nicht erklärt werden. Anzahl und Morphologie der Schweißdrüsen sind unverändert.

## Diagnostik
Die Schweißsekretionsstörung kann durch verschiedene Schweißsekretiontests nachgewiesen werden.

## Therapie
Aufgrund der Hitzeintoleranz wird die Meidung extremer Temperaturen empfohlen. Hyperhidrotische Areale können mit Leitungswasser mittels Iontophorese, mit intradermalen Botulinumtoxininjektionen oder mit Aluminiumchloridlösung behandelt werden.